# Air India Football Club
L'Air India è un club di calcio indiano che milita nella Mumbai Football League. I suoi colori sociali sono il bianco e il rosso.

## Rosa
| N. |                    | Ruolo | Calciatore        |
| -- | ------------------ | ----- | ----------------- |
| 2  | India (bandiera)   | D     | Prem Kumar        |
| 3  | India (bandiera)   | D     | Oken Singh        |
| 4  | India (bandiera)   | D     | Ramandeep Singh   |
| 6  | Senegal (bandiera) | D     | Lamine Tamba      |
| 7  | India (bandiera)   | C     | Napoleon Singh    |
| 8  | India (bandiera)   | A     | Samson Singh      |
| 9  | India (bandiera)   | C     | Mohammed Shafi    |
| 10 | India (bandiera)   | C     | Soccor Velho      |
| 11 | India (bandiera)   | C     | Hringsolal Thomte |
| 14 | India (bandiera)   | C     | Bhuvan Joshi      |
| 19 | India (bandiera)   | D     | Santosh Koli      |
| 18 | India (bandiera)   | C     | Vijith Shetty     |
| 20 | India (bandiera)   | C     | Allan Dias        |
| 21 | India (bandiera)   | C     | Pratik Chaudhari  |
| 25 | India (bandiera)   | D     | Abhishek Mathews  |
| 26 | India (bandiera)   | C     | Rahul Bheke       |
| 27 | India (bandiera)   | C     | Satwinder Singh   |

| N. |                    | Ruolo | Calciatore           |
| -- | ------------------ | ----- | -------------------- |
| 28 | Nigeria (bandiera) | A     | Henry Ezeh           |
| 29 | India (bandiera)   | A     | Abhishek Ambedkar    |
| 30 | India (bandiera)   | P     | Harshad Meher        |
| 31 | India (bandiera)   | A     | Neil Gaikwad         |
| 33 | India (bandiera)   | C     | Manjit Singh         |
| —  | India (bandiera)   | P     | Jagroop Singh        |
| —  | India (bandiera)   | D     | John Dias            |
| —  | India (bandiera)   | C     | Prakash Thorat       |
| —  | India (bandiera)   | C     | Souvik Chakraborty   |
| —  | India (bandiera)   | A     | Branco Cardozo       |
| —  | India (bandiera)   | C     | Micky Fernandes      |
| —  | India (bandiera)   | P     | Sukhwinder Singh     |
| —  | India (bandiera)   | C     | Pradeep Mohanraj     |
| —  | India (bandiera)   | D     | Gagandeep Singh      |
| —  | India (bandiera)   | D     | Baldeep Singh        |
| —  | India (bandiera)   | C     | Ong Teshering Lepcha |
| —  | India (bandiera)   | C     | Johny Chand Singh    |
| —  | Nigeria (bandiera) | A     | Junior Obagbemiro    |